# Аммітакум
Аммітакум (*д/н — бл. 1650 до н. е.) — цар держави Алалах близько 1701—1650 років до н. е.

## Життєпис
Представник молодшої гілки Ямхадської династії. Син царя Ярім-Ліма. Посів трон близько 1701 року до н. е. Незважаючи на визнання зверхності Нікміепуха, царя Ямхаду, розпочав політику спрямовану на здобуття більшої самостійності. З цією метою уклав союзи з хуритськими племенами, що все більше набували ваги. Також намагався зміцнити політичні зв'язки з іншимивасалами Ямхаду для спільного протистояння.
З новим ямхадським царем Іркабтумом зміг налагодити більш мирні відносини. Домовився про вирішення прикордонних питань шляхом купівлі та обміну містечок і поселень. Разом з тим продовжив визнавати зверхність Ямхаду. Відома угода Аммітакума з Семумою, вождлем хабіру, яку закріпив Іркабтум.
Така ж сама політика продовжувалася відносно наступного ямхадського царя Ярім-Ліма III. Можливо під тиском останнього поступився троном синові Хаммурапі. Ймовірно загинув під час хетської навали.
Разом з тим висловлюється думка, що панування Аммітакума не було таким тривалим. після нього панував син Ярім-Лім II, а сам Аміттакума відповідно помер близько 1460/1455 року до н. е. А вже Ярім-ліма II змінив Хаммурапі. Проте жодних речових доказом або клинописом ця теорія не підтверджена.